# Górki Wielkie
Górki Wielkie is een dorp in de Poolse woiwodschap Silezië. De plaats maakt deel uit van de gemeente Brenna en telt 2500 inwoners.